# Mythimna grandis
Mythimna grandis är en fjärilsart som beskrevs av Butler 1878. Mythimna grandis ingår i släktet Mythimna och familjen nattflyn. Inga underarter finns listade i Catalogue of Life.